# البديع (السوم)

تعديل مصدري - تعديل

البديع هي إحدى قرى عزلة السوم بمديرية السوم التابعة لمحافظة حضرموت، بلغ تعداد سكانها 131 نسمة حسب تعداد اليمن لعام 2004.